# Magnus Ingesson
Magnus Ingesson (* 18. Februar 1971 in Luleå) ist ein ehemaliger schwedischer Skilangläufer.

## Werdegang
Ingesson, der für den Piteå Elit startete, debütierte im Januar 1994 in Kavgolovo im Weltcup und belegte dabei den 67. Platz über 15 km klassisch. Seine ersten Weltcuppunkte holte er im März 1996 in Oslo mit dem 22. Platz über 50 km klassisch. Zu Beginn der Saison 1998/99 erreichte er in Muonio mit dem sechsten Platz über 10 km Freistil seine erste Top-Zehn-Platzierung im Weltcup. Im weiteren Saisonverlauf kam er dreimal in die Punkteränge und erreichte damit den 44. Platz im Gesamtweltcup. Ebenfalls in der Saison wurde er schwedische Meister, mit der Staffel von Piteå Elit. In der folgenden Saison kam er bei allen acht Weltcupteilnahmen in die Punkteränge. Dabei errang er in Sappada mit dem fünften Platz über 15 km Freistil sein bestes Einzelresultat im Weltcup und belegte zum Saisonende den 42. Platz im Gesamtweltcup. Bei den Nordischen Skiweltmeisterschaften 2001 in Lahti gewann er die Silbermedaille mit der Staffel. Zudem errang er den 42. Platz über 50 km Freistil, den 31. Platz im Skiathlon und den neunten Platz über 15 km klassisch. Im folgenden Jahr erzielte er bei den Olympischen Winterspielen 2002 in Salt Lake City den 16. Platz über 50 km klassisch und den achten Rang über 15 km klassisch. Seine letzten Weltcuprennen lief er im Februar 2004 in Umeå, welche er auf dem 50. Platz über 15 km klassisch und auf dem 15. Platz mit der Staffel beendete.

## Weltcup-Gesamtplatzierungen
| Saison    | Gesamt | Gesamt | Langdistanz | Langdistanz | Sprint | Sprint |
| Saison    | Punkte | Platz  | Punkte      | Platz       | Punkte | Platz  |
| --------- | ------ | ------ | ----------- | ----------- | ------ | ------ |
| 1995/96   | 9      | 67.    | –           | –           | –      | –      |
| 1996/97   | 8      | 88.    | 8           | 51.         | –      | –      |
| 1997/98   | 26     | 51.    | 8           | 54.         | 18     | 50.    |
| 1998/99   | 57     | 44.    | 11          | 53.         | 46     | 45.    |
| 1999/2000 | 124    | 42.    | 14          | 50.         | –      | –      |
| 2000/01   | 96     | 45.    | –           | –           | –      | –      |
| 2001/02   | 5      | 128.   | –           | –           | –      | –      |
| 2002/03   | 64     | 53.    | –           | –           | –      | –      |